# Меса де Фарфан (Хучике де Ферер)
Меса де Фарфан (шп. Mesa de Farfán) насеље је у Мексику у савезној држави Веракруз у општини Хучике де Ферер. Насеље се налази на надморској висини од 753 м.

## Становништво
Према подацима из 2010. године у насељу је живело 11 становника.

### Хронологија
| Година       | 2000          | 2005         | 2010 |
| ------------ | ------------- | ------------ | ---- |
| Становништво | 111 (56 / 55) | 24 (11 / 13) | 11   |

### Попис
| # | Индикатор                     | Вредност |
| - | ----------------------------- | -------- |
| 1 | Укупно домаћинстава           | 100      |
| 2 | Укупно насељених домаћинстава | 2        |
| 3 | Величина локације             | 1        |